# The Buzzer
The Buzzer (auf deutsch: Der Summer, russisch Жужжалка), auch bekannt als UVB-76, ENIGMA-Bezeichnung S28, ist eine von Funkamateuren vergebene Bezeichnung für ein aus Russland stammendes Kurzwellensignal auf der Frequenz 4625 kHz (entspr. 64,8 m Wellenlänge) in Einseitenbandmodulation (USB). Der Name geht auf den getakteten Summton zurück, der als channel marker die Frequenz belegt hält, solange keine Inhalte gesendet werden.
Vermutlich wird The Buzzer von den russischen Streitkräften betrieben und gehört dort zum westlichen Militärbezirk.
Der offizielle Name lautet Vulkan. Sein aktuell am häufigsten verwendetes Rufzeichen ist seit dem 30. Dezember 2020 NZhTI (НЖТИ). Zuvor wurde seit dem 1. März 2019 hauptsächlich ANVF (АНВФ) verwendet. Frühere Kennzeichen waren unter anderem UZB-76 (УЗБ-76), MDZhB (МДЖБ), 94ZhT (94ЖТ) und ZhUOZ (ЖУОЗ). Zwischenzeitlich sendete der Kurzwellensender auch auf anderen Frequenzen.
Der Zweck der Station ist bis heute nicht offiziell bestätigt worden. Allerdings lässt sich anhand vieler Aufzeichnungen eine grobe Einordnung des Zwecks erkennen.

## Geschichte
Die Station wurde erstmals in den 1970er Jahren geloggt. Die erste aufgezeichnete Nachricht stammt vom 2. August 1976:
66 65 23 45 POYaRAF (ПОЯРАФ) 02 17 45 17
Vor 1990 war der Kanalmarker ein kurzer, hoher Ton, der etwa alle zwei Sekunden ausgegeben wurde.
Bis September 2010 diente The Buzzer dem ehemaligen Moskauer Militärbezirk. Er sendete aus dem jetzt brachliegenden 143. Kommunikationszentrum in Powarowo in der Nähe von Moskau und verwendete das Rufzeichen УЗБ-76 (UZB-76).
Seit September 2010 dient The Buzzer jetzt dem neu entstandenen westlichen Militärbezirk. Die Aktivität hat aufgrund eines viel größeren Abdeckungsbereichs ebenfalls erheblich zugenommen. Am 7. September 2010 wurde das Rufzeichen des Hauptempfängers in МДЖБ (MDZhB) geändert.
Am 28. Dezember 2015 nahm die Station ein neues Hauptempfänger-Rufzeichen ЖУОЗ (ZhUOZ) an. Anfang 2019 wurde ЖУОЗ durch АНВФ (ANVF) ersetzt, seit Dezember 2020 wird hauptsächlich НЖТИ (NZhTI) verwendet.

### Rufzeichen
Bei den verwendeten Rufzeichen handelt es sich höchstwahrscheinlich nicht um die eigenen Rufzeichen des Buzzers, sondern um Gruppenrufzeichen. Das heißt, dass die Nachrichten an eine Gruppe Stationen gesendet werden, die jeweils auf ein bestimmtes Rufzeichen reagiert.

#### Hauptrufzeichen
In der Regel wird ein bestimmtes Rufzeichen am häufigsten verwendet, während andere Rufzeichen seltener verwendet werden. Für ein Hauptrufzeichen gibt es immer eine Gruppe von Nebenrufzeichen. Wird das Hauptrufzeichen gewechselt, sind auch die alten Nebenrufzeichen verworfen.
| Rufzeichen      | verwendet im Zeitraum        |
| --------------- | ---------------------------- |
| UZB-76 (УЗБ-76) | 1997 – 7. Sep. 2010          |
| MDZhB (МДЖБ)    | 7. Sep. 2010 – 28. Dez. 2015 |
| ZhUOZ (ЖУОЗ)    | 28. Dez. 2015 – 1. März 2019 |
| ANVF (АНВФ)     | 1. März 2019 – 30. Dez. 2020 |
| NZhTI (НЖТИ)    | ab 30. Dez. 2020             |

#### UVB-76
Ursprung dieses Namens ist das erste bestätigte Kennzeichen der Station, UZB-76. Da Rufzeichen vor dem Wechsel zu MDZhB 2010 nicht mithilfe des Russischen Phonetischen Alphabets gesprochen, sondern stattdessen nur die Buchstaben einzeln vorgelesen wurden, wurde aufgrund der Ähnlichkeit beider Buchstaben im russischen "Z" mit "V" verwechselt. Dies führte dazu, dass bis heute The Buzzer auch UVB-76 genannt wird, obwohl sich die Station selber so nie identifiziert hat.

#### Andere Rufzeichen
Neben den hauptsächlich verwendeten Rufzeichen werden auch Nachrichten mit anderen Rufzeichen übertragen, oftmals werden dabei auch pro Nachricht mehrere Rufzeichen gleichzeitig verwendet. Besonders stark ist dieses Phänomen in der Zeit von ANVF (АНВФ) bemerkt worden. Somit konnte aus einem Datensatz von Nachrichten im Zeitraum vom 28. November 2019 bis zum 24. Dezember 2020 eine Netzwerkvisualisierung aller verwendeten Rufzeichen erstellt werden, aus der Zusammenhänge zwischen Rufzeichen erkannt werden können.

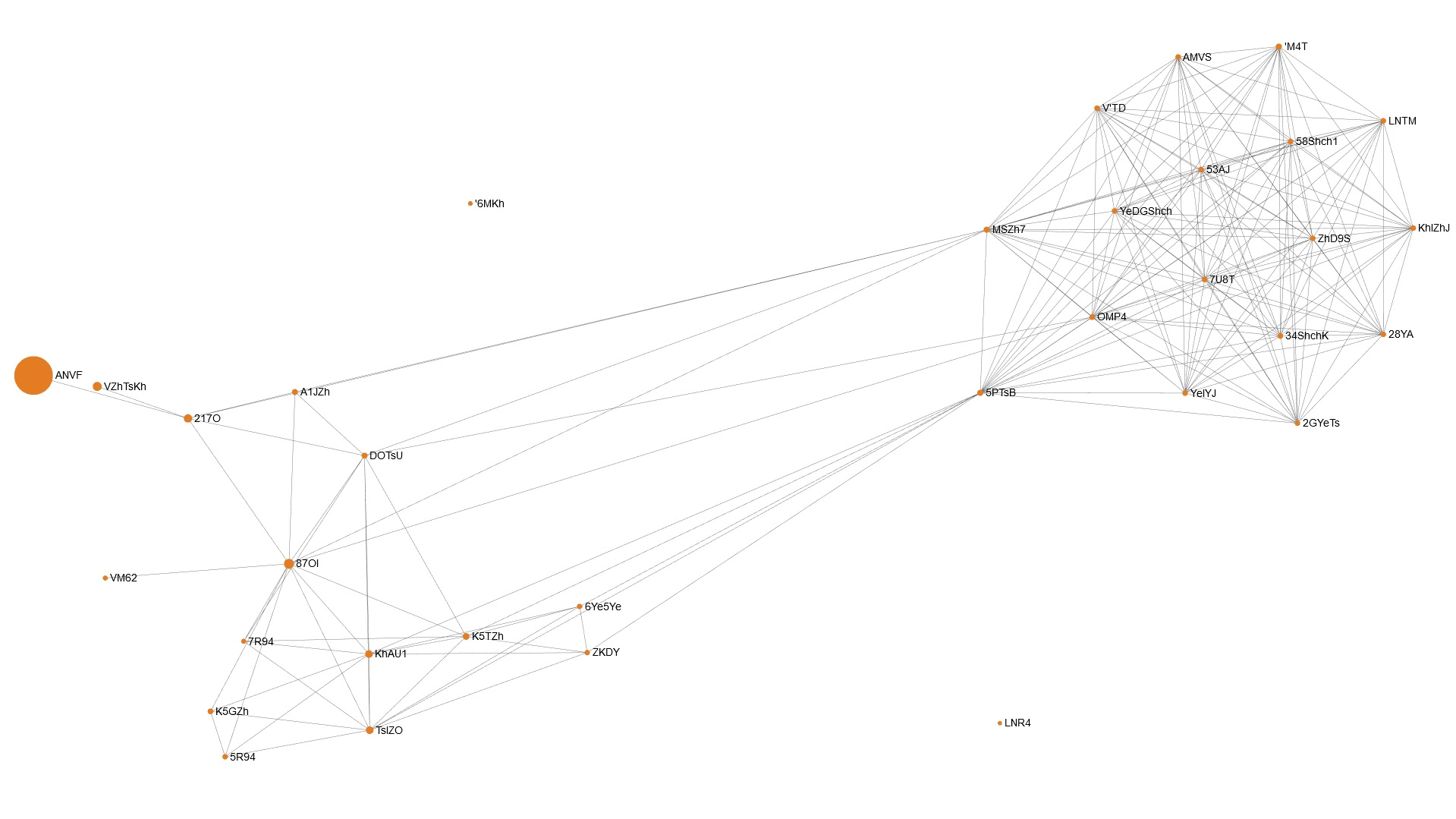
Netzwerkvisualisierung der vom 28. Nov. 2019 bis zum 24. Dez. 2020 verwendeten Rufzeichen von The Buzzer

## Frequenzen
The Buzzer sendet rund um die Uhr auf der Frequenz 4625,0 kHz USB (upper side band). Wegen zwischenzeitlich aufgetretener Probleme in der Sendetechnik kam es öfter auch auf anderen Frequenzen zur Übertragung dieser Station. Die Frequenz 4625 kHz liegt außerhalb der international festgelegten Meterbänder für Rund-, Amateur-, See- und Flugfunk sowie Zeitzeichensender.

## Sendeplan
Der Großteil der Sendezeit von The Buzzer besteht aus dem charakteristischen Channel Marker, der (ähnlich dem Freizeichen beim Telefon) signalisiert, dass die Frequenz in Betrieb ist. Er soll somit dafür sorgen, dass andere Stationen die Frequenz nicht benutzen, sodass die Empfänger der Sprachnachrichten diese klar verstehen können.
Die Sendung dauerte bis 2015 täglich 23 Stunden und 10 Minuten, jeweils von 07:50 bis um 07:00 UTC am Folgetag. Während der inaktiven Zeit fanden wahrscheinlich Wartungsarbeiten am Sender statt. Ende 2015 wurde festgestellt, dass der Sender auch während der früheren Betriebspause sendet. Ob die Pause auf einen späteren Zeitpunkt verschoben wurde, konnte nicht festgestellt werden, da das Signal nach 08:00 UTC durch die speziellen Ausbreitungsbedingungen in Mitteleuropa nur noch schlecht zu hören ist.
Wenn eine Nachricht vorliegt, wird der Channel Marker unterbrochen und eine Sprachmitteilung in russischer Sprache gesendet.

### Channel Marker

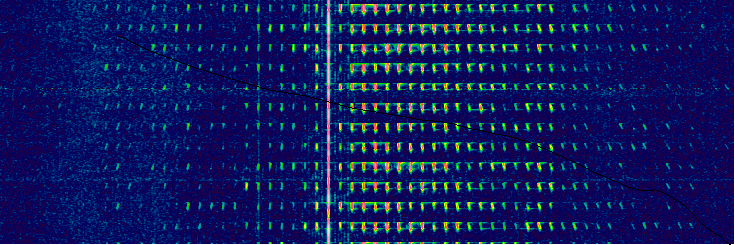
Signalspektrum des "Buzzer"-Markers

Der Channel Marker ist ein tiefer Summton mit einer Grundfrequenz um 110 Hz. Er dauert etwa eine Sekunde  und ertönt rund 20–25 Mal pro Minute, d. h. zwischen den Tönen liegen jeweils etwa zwei Sekunden Pause.
Bei Aufnahme des Sendebetriebs in den 1970er Jahren wurde ein sich wiederholender, kurzer Piepton in einem Intervall von zwei Sekunden als Marker gesendet, der Anfang 1990 in den heutigen Summton geändert wurde. Ab dem 16. Januar 2003 änderte sich das Signal kurzzeitig zu einem höheren Ton von längerer Dauer (ca. 20 Töne pro Minute).
Bis April 2009 wurde der Channel Marker in jeder Minute vor einer vollen Stunde durch einen durchgehenden Ton wechselnder Tonhöhe ersetzt. Anschließend wurde wieder der Channel Marker gesendet. Nach April 2009 war dieser stündlich eingeschobene durchgehende Ton nicht mehr zu hören.
Ab dem 4. Januar 2022 sendete die Station einen anderen Channel-Marker. Dieser hatte Ähnlichkeiten mit jenem, der bei der ebenfalls zum Monolith-Netzwerk gehörenden Station The Pip gesendet wird, er war etwas „dunkler“ gepitcht. Seit dem 27. Januar 2022 ist der alte Summton wieder aktiv.

### Sprachnachrichten
Sprachnachrichten werden heutzutage in der Regel mehrmals die Woche, teilweise auch (mehrmals) täglich übertragen. Übertragene Sprachnachrichten folgen inzwischen nur noch dem im Monolith-Netzwerk üblichen Format "Monolith"; früher wurden auch Nachrichten in den Formaten Uzor und Komanda übertragen.

### Abweichungen im Sendebetrieb
Am 7. Juni 2010 brach die Sendung ab und nach Wiederaufnahme des Sendebetriebs am 8. Juni 2010 wurde der Ton erneut verändert: Der Marker war langsamer und tiefer.
Am 2. September 2010 wurde der Betrieb erneut für mehrere Tage eingestellt. Als der Sendebetrieb wieder aufgenommen wurde, wurde erstmals in der Geschichte des Senders ein Musikstück gespielt, ein Stück aus Schwanensee. Am 12. August 2021 und am 24. Juni 2023 war abends ebenfalls ein Stück aus Schwanensee zu hören.
Am 24. September 2015 war erneut ein Musikstück zu hören, und zwar Zhuravli von Mark Naumowitsch Bernes.
Am 15. Mai 2020 wurde The Buzzer durch eine Übertragung Dritter unterbrochen, wahrscheinlich wurde diese durch französische Fischer ausgestrahlt.
Am 17. Mai 2020 wurde The Buzzer erneut durch eine unbekannte Übertragung gestört. Man geht davon aus, dass es sich um dieselben Personen wie am 15. Mai 2020 handelt.

### Hintergrundgeräusche
Schon mehrfach waren Gespräche oder andere Geräusche im Hintergrund des Markers zu hören. Am 3. November 2001 war folgendes russische Gespräch zu hören: „Я – 143. Не получаю генератор.“ „Идёт такая работа от аппаратной.“ (deutsche Übersetzung: „Hier Einhundertdreiundvierzig! Ich empfange den Generator nicht.“ – „Das ist, was der Betriebsraum sendet!“) Am 2. September 2010 sagte jemand im Hintergrund: „Sie sollten funktionieren, sind aber schwach.“
Diese Geräusche deuten darauf hin, dass der Marker nicht elektronisch erzeugt, sondern von einem akustischen Tongeber abgespielt und über ein ständig offenes Mikrofon aufgenommen wurde.
Heutzutage können Aktivitäten der Art nicht mehr im Hintergrund des Markers gehört werden, jedoch sind in vielen Nachrichten im Hintergrund sowohl Stimmen anderer Mitarbeiter, als auch klingelnde Telefone zu hören. Die Hintergrundgeräusche werden somit nur übertragen, wenn das Mikrofon aktiviert wird, welches auch zum Einsprechen der Nachrichten verwendet wird. Ob der Marker selbst weiterhin durch ein ständig offenes Mikrofon aufgenommen wird, ist unklar.

## Standort
Die Sender befanden sich bis etwa 2010 in der Nähe von Powarowo in Russland, etwa auf halber Strecke zwischen Selenograd und Solnetschnogorsk in einem Waldareal beim Dorf Loschki, ca. 40 km nordwestlich von Moskau. Die geografischen Koordinaten lauten 56,083° N, 37,09° O und 56,083° N, 37,11° O.
Diese Anlage wird nicht mehr zu Ausstrahlungszwecken benutzt. Frühere Fotoaufnahmen zeigen, dass die Anlagen weitgehend zerstört sind und die Liegenschaft zusehends verfällt. Auch die Gebäude in Powarowo wurden offensichtlich nicht mehr genutzt.
Die Sendungen sind jedoch weiterhin zu empfangen, es wird also von einem neuen Standort gesendet. Priyom.org berichtete, dass mittels Triangulation zwei Sendestandorte gefunden werden konnten: Einer (von priyom.org als „Communication Hub #69 ("Iskra")“ bezeichnet) in einer Militäranlage in der Nähe von Naro-Fominsk mit den Koordinaten 55,43° N, 36,71° O, ca. 80 km vom Zentrum von Moskau entfernt, und ein weiterer („Communication Hub #60 ("Irtysh")“) in der Nähe von St. Petersburg. Der Sender bei Naro-Forminsk wurde als Hauptsender identifiziert, der bei St. Petersburg sendete gelegentlich. 2015 wurde festgestellt, dass der Sender bei St. Petersburg nicht mehr sendete.

## Sendetechnik
Am alten Standort bei Powarowo befanden sich Sender vom Typ Molniya-2M (PKM-15) und Molniya-3 (PKM-20) sowie ein Viaz-M2, welcher offenbar als Reservesender gedient hat. Die Antennen waren horizontale Dipole VGDSh, die in einer Höhe von ca. 20 m über dem Boden angeordnet waren.
Welche Sendetechnik am neuen Standort eingesetzt wird, ist noch unbekannt. Es ist aber davon auszugehen, dass dort eine ähnliche Konfiguration existiert wie am alten Standort.

## Empfangsmöglichkeiten
Der Sender auf 4625 kHz (USB) ist mit jedem Kurzwellen- oder Weltempfänger zu empfangen, der SSB unterstützt. In Westeuropa ist er in den Abend- und Nachtstunden gut zu hören, tagsüber dagegen kaum. Im WebSDR der Universität Twente ist der Buzzer online zu empfangen.

## Zweck und Funktion
The Buzzer dient laut dem Projekt Priyom.org dem Übertragen verschlüsselter Nachrichten sowie anderweitiger Daten, in ähnlicher Weise wie The Pip und Squeaky Wheel in einem sogenannten „Monolith-Format“. The Buzzer bildet vermutlich eine Art "Verteilerzentrale" innerhalb des Monolith-Netzwerks, denn er sendet, anders als seine Schwesterstationen, häufiger Nachrichten mit verschiedenen Rufzeichen.
Andere Theorien erscheinen wenig glaubhaft.

## Medieninteresse
Im Internet kursieren viele Spekulationen und Gerüchte über The Buzzer. Die Seite uvb-76.net bietet beispielsweise Aufzeichnungen von UZB-76 an. Auch eine Karte mit Peilungen ist dort zu finden.
Auf YouTube existiert eine große Zahl von Videos über den Sender, einige in Form kurzer journalistischer Beiträge, andere als tatsächliche oder gefälschte Mitschnitte der Übertragung. Insbesondere werden dort angebliche Sprach- oder Musikübertragungen des Senders verbreitet, von denen jedoch viele Fälschungen sind.
Seit dem 20. November 2020 finden sich auf YouTube Livestreams des Kanals The SWL Channel, die den Buzzer live von einem WebSDR wiedergeben.
Im Radio oder in Zeitungen ist das Interesse vergleichsweise gering; der Südwestrundfunk hat am 7. Januar 2013 in der Reihe SWR2 Impuls kurz über den Sender berichtet. Auch NDR 2 thematisierte UZB-76 Anfang 2014 kurz in der Kolumne „Stimmt's?“. In der Sendereihe 9 vor 9 auf Bayern 1 wurde ebenfalls kurz über den Sender berichtet (anlässlich der Musikübertragung am 2. September 2010), hier wurde außerdem die Theorie genannt, dass der Kurzwellensender als eine Art Steuerung von ehemaligen Atomraketen der Sowjetunion fungiert. Demnach würde, sobald der Channel Marker nicht mehr sendet, eine Schaltung reagieren und eine Welle nuklearer Attacken gegen andere Länder (vorwiegend gegen die USA) auslösen. Auch diese Theorie lässt Fragen offen, beispielsweise die, wozu dann die Sprachnachrichten dienen oder weshalb man die Raketen nicht einfach deaktivieren kann. Sie kann als widerlegt angesehen werden, da der Sendebetrieb in der Vergangenheit mehrfach ohne offensichtliche Konsequenzen unterbrochen wurde.
Am 30. Januar 2014 berichtete DRadio Wissen (heute: Deutschlandfunk Nova) über den Sender.
Am 1. Januar 2015 berichtete der Fernsehsender N24 (heute: Welt) auf seiner Internetseite über das Phänomen.
Am 29. April 2015 widmete das zweite Programm des Schweizer Radios SRF dem Sender einen 10 Minuten 41 Sekunden langen Beitrag.

## Störungen
Aufgrund meist technischer Probleme in der Sende- und Aufnahmetechnik kommt es häufig zu Störungen.
So war etwa in der Nacht vom 20. auf den 21. Dezember 2013 das Signal gestört: Der Marker war stark verzerrt und es wurden in den Pausenintervallen des Markers Störgeräusche, sogenannte Splatter, mitübertragen. Dies ist vermutlich auf einen Defekt am Sender zurückzuführen. Am frühen Vormittag des darauffolgenden 22. Dezember verstummte The Buzzer bis etwa 13:20 UTC gänzlich. Teilweise waren noch kurze Empfangsabbrüche sowie Störgeräusche zu bemerken.
Am 17. Februar 2017 um etwa 19:30 UTC war das Signal mehrmals gestört und wurde in etwa 15 Mal unterbrochen.
Am 5. Juni 2017 wurde das Signal um 20:01 UTC dumpfer und verschwand um 20:04 UTC komplett, bis es ab 20:09 UTC wieder zu hören war. Zwischenzeitlich konnte man im Hintergrund Geräusche hören, die höchstwahrscheinlich auf Arbeiten im Tonstudio zurückzuführen sind.
Seit mehreren Jahren ist neben dem Buzzer-Ton auch ein mechanisch klingendes Summen zu hören, welches bei gelegentlichen „Abstürzen“ (engl. "Breakdowns") des Buzzers auch Schwankungen der Tonhöhe aufweist. Auch war es des Öfteren zu beobachten, dass jener Summton vor der Wiederinbetriebnahme des Buzzers, ähnlich einem anlaufenden Elektromotor, fließend höher wird. Mutmaßungen zufolge könnte es sich dabei um einen Elektromotor handeln, welcher an einem elektromechanischen Tonerzeuger für den charakteristischen Buzzer-Ton angeschlossen wurde.
Am 21. Januar 2022 wurde der Sender von einem Piratensender übernommen, welcher auf derselben Frequenz sendete, während der Marker ausgefallen war. Dieser strahlte in der Folge über mehrere Tage Musik, Textbotschaften und Memes aus, so etwa den K-Pop-Hit "Gangnam Style".